# Джирасоле
Джирасо̀ле (на италиански: Girasole; на сардински: Gelisuli, Джелисули) е село и община в Южна Италия, провинция Нуоро, автономен регион и остров Сардиния. Разположено е на 10 m надморска височина. Населението на общината е 1198 души (към 2010 г.).
До 2005 г. общината е част от провинция Нуоро.